# Leiocephalidae
Leiocephalidae – monotypowa rodzina jaszczurek z infrarzędu Iguania w obrębie rzędu łuskonośnych (Squamata).

## Zasięg występowania
Rodzina obejmuje gatunki występujące na Antylach (Kuba, Kajmany, Turks i Caicos, Haiti i Dominikana) i Bahamach.

## Systematyka

### Etymologia
Leiocephalus: gr. λειος leios „gładki”; -κεφαλος -kephalos „-głowy”, od κεφαλη kephalē „głowa”.

### Podział systematyczny
Leiocephalidae została wyłoniona z lawanikowatych (Tropiduridae), gdzie rodzaj Leiocephalus był klasyfikowany w podrodzinie Leiocephalinae. Część systematyków nie zaakceptowało podniesienia Leiocephalinae do rangi rodziny. Do rodziny należy jeden rodzaj z następującymi występującymi współcześnie gatunkami:

- Leiocephalus altavelensis Noble & Hassler, 1933
- Leiocephalus barahonensis Schmidt, 1921
- Leiocephalus carinatus Gray, 1827
- Leiocephalus cubensis (Gray, 1840)
- Leiocephalus cuneus Etheridge, 1964
- Leiocephalus endomychus Schwartz, 1967
- Leiocephalus eremitus (Cope, 1868)
- Leiocephalus etheridgei Pregill, 1981
- Leiocephalus greenwayi Barbour & Shreve, 1935
- Leiocephalus herminieri (Duméril & Bibron, 1837)
- Leiocephalus inaguae Cochran, 1931
- Leiocephalus jamaicensis Etheridge, 1966
- Leiocephalus loxogrammus (Cope, 1887)
- Leiocephalus lunatus Cochran, 1934
- Leiocephalus macropus (Cope, 1863)
- Leiocephalus melanochlorus Cope, 1863
- Leiocephalus onaneyi Garrido, 1973
- Leiocephalus partitus Pregill, 1981
- Leiocephalus personatus (Cope, 1863)
- Leiocephalus pratensis (Cochran, 1928)
- Leiocephalus psammodromus Barbour, 1920
- Leiocephalus punctatus Cochran, 1931
- Leiocephalus raviceps Cope, 1863
- Leiocephalus rhutidira Schwartz, 1979
- Leiocephalus schreibersii (Gravenhorst, 1838)
- Leiocephalus semilineatus Dunn, 1920
- Leiocephalus sixtoi Köhler, Bobadilla & Hedges, 2016
- Leiocephalus stictigaster Schwartz, 1959
- Leiocephalus varius Garman, 1887
- Leiocephalus vinculum Cochran, 1928

Opisano również kilka gatunków wymarłych (gatunki L. cuneus, L. etheridgei, L. jamaicensis i L. partitus wymienione są na liście gatunków The Reptile Database, ponieważ czas ich wymarcia być może przypada na czasy współczesne):
- Leiocephalus apertosulcus Etheridge, 1965[9] (Dominikana; plejstocen)
- Leiocephalus cuneus Etheridge, 1964[10] (Barbuda; plejstocen)
- Leiocephalus etheridgei Pregill, 1981[11] (Portoryko; plejstocen)
- Leiocephalus jamaicensis Etheridge, 1966[12] (Jamajka; plejstocen)
- Leiocephalus partitus Pregill, 1981[13] (Portoryko; plejstocen)
- Leiocephalus roquetus Bochaton, Charles & Lenoble, 2021[14] (Gwadelupa)
- Leiocephalus septentrionalis Wellstead, 1982[15] (Stany Zjednoczone; miocen).